# درامرایت (اکلاهما)
درامرایت(به انگلیسی: Drumright) شهری در ایالت اکلاهما کشور ایالات متحده آمریکا است که جمعیت آن در سرشماری سال ۲۰۱۰ میلادی، ۲٬۹۰۷ نفر بوده‌است.